# Kovača vas, Slovenska Bistrica
Kovača vas este o localitate din comuna Slovenska Bistrica, Slovenia, cu o populație de 486 de locuitori.